# Opštecrnogorski zbor
Opštecrnogorski zbor, vojnodemokratski parlament Crnogoraca iz podlovćenskoga dijela zemlje, slobodnog od Osmanlija. Taj dio Crne Gore se poslije sloma države Crnojevića preoblikovao u svojevrsnu državnu organizaciju, neovisno o međunarodnom nepriznanju. Prvi za koji se zna održan je 1500. godine na Cetinju i na njemu je donesena odluka da se Mletačkoj Republici ponudi savezništvo u ratu koji je vodila s Osmanskim Carstvom (1499. – 1503.). Svojevrsni izvršni organ bio je Crnogorski glavarski zbor. Godine 1713. Zbor je na prijedlog vladike Danila iz reda najutjecajnijih (dvanaest osoba) crnogorskih glavara, formirao Zemaljski (nadplemenski ili općeplemenski) sud za podlovćensku Crnu Goru. 21. srpnja 1717. za prvog crnogorskog guvernadura (glavnog posrednika za reguliranje mletačko-crnogorskih odnosa) imenovan je na Opštecrnogorskom zboru na Cetinju Vukadin Vukotić. Na Opštecrnogorskom zboru je Šćepan Mali 1767. zabran za političkog vođu crnogorskoga naroda i države, s titulom "cara". U svojoj biti produžetak Opštecrnogorskog zbora je Narodna skupština na Cetinju.